# طراحی به کمک رایانه

مراحل ساده طراحی به کمک رایانه

طراحی به کمک رایانه یا کَد، (به انگلیسی: CAD :Computer-Aided Design) به به‌کارگیری فناوری رایانه در فرایند طراحی و مستندسازی طراحی گفته می‌شود. امروزه بسیاری از مراحل طراحی قطعات و اجزاء مختلف توسط رایانه انجام می‌شود. بسیاری از قطعات تحت شرایط مختلف باید آزمایش شوند و اگر بخواهیم تحت آزمایش واقعی قرار دهیم مستلزم هزینه‌های بسیار می‌شود. با نرم‌افزارهای بسیار گوناگون می‌توان این شبیه‌سازی را انجام داد.
نرم‌افزارهای طراحی رایانه‌ای، به نرم‌افزارهایی گفته می‌شود که کار ایجاد و ویرایش شکل‌ها را به کمک رایانه انجام می‌دهند. امروزه بیشتر نرم‌افزارهای طراحی به کمک رایانه، نه تنها توانایی ایجاد و ویرایش نقشهٔ دوبعدی و سه‌بعدی قطعات را دارند، بلکه توانایی وارسی (تحلیل) قطعات از نظر مسائل تنش، گرما و مسائل مکانیکی با استفاده از روش المان محدود را دارند.
همه رشته‌های مهندسی برای طراحی از نرم‌افزارهای مناسب خود استفاده می‌کنند. نرم‌افزارهای مورد استفاده در طراحی معماری و طراحی صنعتی اغلب نرم‌افزارهای گرافیکی هستند. از نرم‌افزارهای سه‌بعدی که بیشتر در طراحی معماری و طراحی صنعتی استفاده می‌شوند می‌توان به اتوکد، سالیدورکس، اینونتور، سالید اج و مکانیکال دسکتاپ اشاره کرد. علاوه‌بر این موارد، نرم‌افزارهای گرافیکی دو بعدی مانند فتوشاپ، کورل‌دراو و فری‌هند نیز بسیار پر کاربرد هستند. کتیا، یونیگرافیکس و پرو/اینجینیر هم از بهترین نرم‌افزارهای گرافیکی مورد استفاده‌هستند که با امکان محاسبات پیچیده مهندسی مانند محاسبات تنش‌های محوری و هزاران توانمندی حرفه‌ای دیگر به طراحان کمک کرده‌اند.